# ミリアッドラヴ
ミリアッドラヴ（欧字名:Myriad Love、2022年3月5日 - 2025年6月14日）は、日本の競走馬。主な勝ち鞍に2024年の全日本2歳優駿、エーデルワイス賞。
馬名の意味は、無数の愛。

## 経歴

### デビュー前
東京の銀座でクラブや美容クリニック、飲食店など、様々な企業を経営する白石明日香により、2023年に行われたセレクトセールにおいて、2700万円（税別）で競り落とされた。その後、栗東・新谷功一厩舎に入厩する。

### 2歳（2024年）
2024年9月16日、中京競馬場第4レースの2歳新馬戦（ダート1400m）で、鞍上に西村淳也を迎えデビュー。最内枠から好スタートを決め、道中は2番手で追走する。4コーナー過ぎから先頭のセントールビーストに並びかけて行き、直線でダノンフィーゴとの競り合いになったが制して新馬勝ち。
次走には初の重賞競走挑戦となるエーデルワイス賞に参戦。10月27日、枠順は3枠3番に決定した。スタートは出負けする形となったが、鞍上が動かし一気に前団の位置へ。徐々に位置を上げていき、3コーナーで3番手に、4コーナーでは2番手までに浮上した。直線で楽々と先頭のハーフブルーを交わし、後続に2馬身以上を付け重賞初勝利を飾った。
陣営は次走に全日本2歳優駿を選択。スタート直後は少し横にヨレる部分があったが、影響なく2番手に付ける。3コーナーでホーリーグレイルを交わして先頭に立つと、直線で伸びてきたハッピーマンなど後続馬を寄せ付けず、3連勝で交流GI制覇となった。また、8年ぶりの牝馬制覇を成し遂げた。

### 3歳（2025年）
3歳緒戦は、初の海外遠征となるサウジダービーに参戦を表明。レース前には、ここまで3戦無敗という事もあり、「牝馬のサウジダービー初制覇」が期待されていた。好スタートを切ると、シンフォーエバーと共に先頭付近に立つ。内ラチ沿いを進むが、3コーナーから手応えが悪くなってしまう。鞍上が鞭を打ったり、動かしたりしたものの、直線も位置を下げて行き、7着で入線。初の敗北を喫した。
次走には、芝初挑戦・古馬との初対決の舞台となる函館スプリントステークスに出走。西村が負傷によって休養中のため、池添謙一との新コンビで出走した。五分のスタートを切ると、好位に付けレースを進めたが、3コーナーに入った途端、ズルズルと後退してしまい、4コーナー手前で池添が落馬し競走中止。ミリアッドラヴは暫く空馬として走ったものの、直線入口で倒れ込み、その後に急性心不全による死亡が確認された。3歳没。
その後、ミリアッドラヴの馬主である白石は、「たくさんの方に愛されたミリアッドラヴのことを、どうか忘れずにいていただけたら嬉しい」と自身のXで思いを綴った。騎乗した池添は、「（ミリアッドラヴは）初の（芝の）スプリント戦で今後が楽しみになるような結果を求めていましたが、残念な形になってしまい、オーナーをはじめ関係者の方々に申し訳ない気持ちでいっぱい」とコメントした。

## 競走成績
以下の内容は、netkeiba.com、JBISサーチおよびRacing Postの情報に基づく。
| 競走日     | 競馬場 | 競走名           | 格     | 距離（馬場）  | 頭 数 | 枠 番 | 馬 番 | オッズ （人気） | 着順     | タイム （上り3F） | 着差     | 騎手      | 斤量 [kg] | 1着馬（2着馬）         | 馬体重 [kg] |
| ---------- | ------ | ---------------- | ------ | ------------- | ----- | ----- | ----- | --------------- | -------- | ----------------- | -------- | --------- | --------- | ---------------------- | ----------- |
| 2024.09.16 | 中京   | 2歳新馬          |        | ダ1400m（稍） | 14    | 1     | 1     | 004.90（3人）   | 01着     | R1:23.9（36.7）   | -0.1     | 0西村淳也 | 55        | （ダノンフィーゴ）     | 470         |
| 0000.10.31 | 門別   | エーデルワイス賞 | JpnIII | ダ1200m（良） | 13    | 3     | 3     | 001.40（1人）   | 01着     | R1:13.1（37.6）   | -0.5     | 0西村淳也 | 55        | （エイシンマジョリカ） | 478         |
| 0000.12.11 | 川崎   | 全日本2歳優駿    | JpnI   | ダ1600m（良） | 11    | 8     | 10    | 005.60（2人）   | 01着     | R1:42.4（40.4）   | -0.2     | 0西村淳也 | 55        | （ハッピーマン）       | 464         |
| 2025.02.22 | KAA    | サウジダービー   | G3     | ダ1600m（Fs） | 9     | 2     | 11    | 02.250（1人）   | 07着     | R1:42.44          | -4.25    | 0西村淳也 | 53        | Golden Vekoma          | 計不        |
| 0000.06.14 | 函館   | 函館スプリントS  | GIII   | 芝1200m（良） | 16    | 4     | 8     | 016.40（6人）   | 競走中止 | 競走中止          | 競走中止 | 0池添謙一 | 52        | カピリナ               | 470         |

- 海外の競走の「枠番」欄にはゲート番を記載
- サウジアラビアのオッズ・人気はRacing Postのもの（日本式のオッズ表記とした）

## 血統表
| ミリアッドラヴの血統             | ミリアッドラヴの血統                    | ミリアッドラヴの血統                | （血統表の出典）                    | （血統表の出典）    |
| 父系                             | ミスタープロスペクター系                | ミスタープロスペクター系            | ミスタープロスペクター系            | [ § 2 ]             |
| 父 *ニューイヤーズデイ 2011 鹿毛 | 父の父Street Cry 1998 黒鹿毛            | Machiavellian                       | Mr. Prospector                      | Mr. Prospector      |
| 父 *ニューイヤーズデイ 2011 鹿毛 | 父の父Street Cry 1998 黒鹿毛            | Machiavellian                       | Coup de Folie                       |                     |
| 父 *ニューイヤーズデイ 2011 鹿毛 | 父の父Street Cry 1998 黒鹿毛            | Helen Street                        | Troy                                | Troy                |
| 父 *ニューイヤーズデイ 2011 鹿毛 | 父の父Street Cry 1998 黒鹿毛            | Helen Street                        | Waterway                            |                     |
| 父 *ニューイヤーズデイ 2011 鹿毛 | 父の母Justwhistledixie 2006 黒鹿毛      | Dixie Union                         | Dixieland Band                      | Dixieland Band      |
| 父 *ニューイヤーズデイ 2011 鹿毛 | 父の母Justwhistledixie 2006 黒鹿毛      | Dixie Union                         | She's Tops                          |                     |
| 父 *ニューイヤーズデイ 2011 鹿毛 | 父の母Justwhistledixie 2006 黒鹿毛      | General Jeanne                      | Honour and Glory                    | Honour and Glory    |
| 父 *ニューイヤーズデイ 2011 鹿毛 | 父の母Justwhistledixie 2006 黒鹿毛      | General Jeanne                      | Ahpo Hel                            |                     |
| 母 レディバード 2015 鹿毛        | 母の父スマートファルコン 2005 栗毛      | ゴールドアリュール                  | *サンデーサイレンス                 | *サンデーサイレンス |
| 母 レディバード 2015 鹿毛        | 母の父スマートファルコン 2005 栗毛      | ゴールドアリュール                  | *ニキーヤ                           |                     |
| 母 レディバード 2015 鹿毛        | 母の父スマートファルコン 2005 栗毛      | ケイシュウハーブ                    | *ミシシッピアン                     | *ミシシッピアン     |
| 母 レディバード 2015 鹿毛        | 母の父スマートファルコン 2005 栗毛      | ケイシュウハーブ                    | キョウエイシラユキ                  |                     |
| 母 レディバード 2015 鹿毛        | 母の母*シーズインポッシブル 2004 黒鹿毛 | Yankee Victor                       | Saint Ballado                       | Saint Ballado       |
| 母 レディバード 2015 鹿毛        | 母の母*シーズインポッシブル 2004 黒鹿毛 | Yankee Victor                       | Highest Carol                       |                     |
| 母 レディバード 2015 鹿毛        | 母の母*シーズインポッシブル 2004 黒鹿毛 | *ディフィカルト                     | Concern                             | Concern             |
| 母 レディバード 2015 鹿毛        | 母の母*シーズインポッシブル 2004 黒鹿毛 | *ディフィカルト                     | Wings of Jove                       |                     |
| 母系(F-No.)                      | シーズインポッシブル(USA)系(FN:6-a)     | シーズインポッシブル(USA)系(FN:6-a) | シーズインポッシブル(USA)系(FN:6-a) | [ § 3 ]             |
| 5代内の近親交配                  | Halo 5×5･5                              | Halo 5×5･5                          | Halo 5×5･5                          | [ § 4 ]             |
| 出典                             | 1. 2. 3. 4.                             | 1. 2. 3. 4.                         | 1. 2. 3. 4.                         | 1. 2. 3. 4.         |

- 4代母Wings of Joveは1982年のメイトロンステークス（米G1）優勝など重賞2勝。
- 半姉のスティールブルー（2021年生、父ルーラーシップ）は2023年のアルテミスステークス（GIII）3着馬。
- 叔母のワンミリオンスは2017年のエンプレス杯、TCK女王盃の勝ち馬。
- 祖母シーズインポッシブルの半弟に、2009年のジャパンダートダービー、2012年のフェブラリーステークスを制したテスタマッタがいる。